# Joachim Theis
Joachim Theis (* 22. Juli 1955 in Birkenfeld an der Nahe) ist ein deutscher Theologe.

## Leben
Theis erlangte 1981 das Diplom in katholischer Theologie und war von 1981 bis 1983 als Religionslehrer an der Berufsbildenden Schule für Gewerbe und Technik Trier tätig. Von 1983 bis 2005 arbeitete er als nebenamtlicher Religionslehrer am Auguste-Viktoria-Gymnasium in Trier.
Von 1983 bis 1991 war Joachim Theis Verwalter der wissenschaftlichen Assistentenstelle am Lehrstuhl für Religionspädagogik und ständiger Mitarbeiter im Pastoralkurs am Bischöflichen Priesterseminar und im Vorbereitungsdienst des Bistums Trier. 1990 promovierte er mit einer Arbeit zum Thema Paulus als Weisheitslehrer. Der Gekreuzigte und die Weisheit Gottes in 1 Kor 1–4. 1991 war er wissenschaftlicher Assistent am Lehrstuhl für Religionspädagogik. Von 1993 bis 2004 hatte er das Amt als Akademischer Oberrat an der Theologischen Fakultät Trier inne.
Seit 1997 fungiert er als Fachreferent für Religionspädagogik für die Betreuung und Beurteilung der Kapläne des Bistums Trier. 2002 erfolgte seine Habilitation mit der Arbeit Die Bibel verstehen. Eine bibeldidaktische Studie mit einer empirischen Untersuchung zum Gleichnis vom barmherzigen Samariter. Von 2002 bis 2004 war er Privatdozent an der Katholischen Fakultät der Rheinischen Friedrich-Wilhelms-Universität in Bonn und im gleichen Zeitraum dortiger Vertreter des Universitätsprofessors für das Fach Religionspädagogik und Homiletik.
Seit dem 1. Dezember 2004 ist er ordentlicher Professor für Religionspädagogik mit Katechetik an der Theologischen Fakultät Trier. Neben seiner Lehrtätigkeit an der Theologischen Fakultät ist er auch für die religionspädagogische Ausbildung der Pastoralreferenten des Bistums Trier zuständig.
Joachim Theis war von 2006 bis 2014 Vorsitzender der Arbeitsgemeinschaft Katholische Religionspädagogik und Katechetik (AKRK). Seit 2015 ist er Mitglied des Bundesvorstandes des deutschen Katecheten Vereins (dkv).

## Theologische Lehre
Die Forschungsschwerpunkte von Joachim Theis sind:
1. Grundlegung und didaktische Begründung des Religionsunterrichts
2. Bibeldidaktik
3. Theologie und Empirie
4. Leitlinien für Eucharistiekatechese
5. Die Situation des Religionslehrers

## Werke (Auswahl)

### Monographien
- Paulus als Weisheitslehrer. Der Gekreuzigte und die Weisheit Gottes in 1 Kor 1–4, Regensburg 1991.
- Aus dem Neuen Testament, in: Niehl, Franz W. (Hrsg.): Leben lernen mit der Bibel. Der Textkommentar zu Meine Schulbibel, München 2003, 159-283.
- Die Welt geht rascher als die Kirche, Trier 2005.
- Biblische Texte verstehen lernen. Eine bibeldidaktische Studie mit einer empirischen Untersuchung zum Gleichnis vom barmherzigen Samariter, Stuttgart u. a. 2005.
- Christliche Spiritualität lehren, lernen und leben, Göttingen 2006 (hg. mit Altmeyer, Boschki und Woppowa)
- Ich bin Christ – aus gutem Grund. Zur Anziehungskraft des Christseins heute, Trier 2007 (hg. mit Fleckenstein, Maurer, Thomas, Wirtz)
- RELI – aus gutem Grund. Wieso religiöse Bildung heute wichtig ist, München 2012.
- Religiöse Bildung – Optionen, Diskurse, Ziele, Stuttgart 2013 (hg. mit Altmeyer und Bitter).
- Praktisch, theologisch, vernetzt. Synodale Wege – eine Herausforderung, Trier 2020 (hg. mit Kunz und Jungblut).

### Aufsätze und Zeitschriftartikel
- ... fand ich eine partnerschaftliche Grundlage, in: Kat. Blätter 111 (1986) 110–111.
- Das religiöse Urteil und seine Bedeutung für das Verstehen des menschenfreundlichen Gottes, in: Heinz Feilzer/Andreas Heinz/Wolfgang Lentzen-Deis (Hrsg.): Der menschenfreundliche Gott. Zugänge-Anfragen-Folgerungen. FS Alfons Thome, Trier 1990, 220–236.
- Religionsunterricht: Wege zu einem mündigen Glauben, in: RHS 36 (1/1993) 49–58.
- Das Gleichnis von den Talenten. Elementarisierende Unterrichtsvorbereitung, in: Kat. Blätter 118 (7/1993) 484–490.
- Lebenslauf und Verkündigung, in: Andreas Heinz/Wolfgang Lentzen-Deis/Ernst Schneck (Hrsg.): Wege der Evangelisierung. FS Heinz Feilzer, Trier 1993, 225-234.
- Tuiskon Ziller (1817-1882), in: Rudolf Englert (Hrsg.): Woran sie glaubten – wofür sie lebten. 365 Wegbegleiter für die Tage des Jahres, München 1993, 118.
- Das Sakrament der Firmung in Religionsunterricht und Gemeindekatechese. Hochschuldidaktische Bemühungen am Beispiel religionspädagogischer Seminararbeit der Theologischen Fakultät Trier, in: RPB 33 (1994) 139-148.
- Erziehung als kulturelles Ereignis, in: Bernhard Jendorff (Hrsg.): Katholischer Religionsunterricht: Wohin? Visionen aus Erfahrungen mit einem bewegten Fach, Donauwörth 1996, 175-181.
- Annäherungen an das Thema Tod in unserer Gesellschaft, in: TThZ 105 (4/1996) 266-274.
- Art. Weisheit, in: Josef Hainz/Alexander Sand (Hrsg.): Münchener Theologisches Wörterbuch zum Neuen Testament, Düsseldorf 1997, 398–400.
- Elementarisierung in der Erstkommunion-Katechese, in: TThZ 106 (2/1997) 145-153. Lernen in Beziehung, in: RPB 41 (1999) 117-128.
- Lernen in Beziehung, in: RPB 41 (1999), 117–128.
- Die Bibel als Reproduktion von Lebenswelten. Kommunikatives und dialogisches Verstehen als Handlungstypus für religiöses Lernen, in: Engelbert Groß/Klaus König (Hrsg.): Religiöses Lernen der Kirchen im globalen Dialog. Weltweite akute Herausforderungen und Praxis für Eine-Welt-Religionspädagogik, Münster-Hamburg-London 2000, 559–562.
- Religiöse Situation und Kirchlichkeit Jugendlicher. Befunde einer empirischen Untersuchung, in: TThZ 110 (2/2001) 151–160.
- Verstehen von Bibeltexten, in: Thomas Schreijäck (Hrsg.): Christwerden im Kulturwandel. Analysen, Themen und Optionen für Religionspädagogik und Praktische Theologie, Freiburg-Basel-Wien 2001, 609–622.
- Die Passionsgeschichte nach Markus als religionspädagogische Aufgabe, in: RPB 49 (2002) 17–32.
- Lebenswelt. Eine Herausforderung für die Erwachsenenbildung, in: Joachim Theis (Hrsg.): Die Welt geht rascher als die Kirche, Trier 2005, 121–133.
- ‚Neu gelesen‘: Bruno Dreher, in: RPB 54 (2005) 129–132.
- Lebensrelevanter Religionsunterricht in heutiger Gesellschaft, TThZ 114 (4/2005) 299–317.
- Überlegungen zu einem bibeldidaktischen Seminar: Das Gleichnis vom barmherzigen Samariter (im Hauptstudium [Master]), in: Georg Köhl: Seelsorge lernen in Studium und Beruf, Trier 2006, 89–103.
- Sensibilisieren und Einladen. Kommunikationstheoretische Grundlegung einer Spiritualitätsdidaktik (mit S. Altmeyer), in: Altmeyer/Boschki/Theis/Woppowa: Christliche Spiritualität lehren, lernen und leben, Göttingen 2006, 85–102.
- »Ein Zölibatärer hat ganz andere Ausgangsbedingungen«, in: Reuter, Julia / Vedder, Günther / Liebig, Brigitte (Hrsg.): Professor mit Kind. Erfahrungsberichte von Wissenschaftlern, Frankfurt-New York 2008, 135–142.
- Wie Jugendliche Jesus Christus denken, in: C. Georg-Zöller/L. Hauser/F.R. Prostmeier (Hrsg.): Jesus als Bote des Heils. Heilsverkündigung und Heilserfahrung in frühchristlicher Zeit. FS Detlev Dormeyer zum 65. Geb., Stuttgart 2008, 425–436.
- mit Carola Fleck, Leitlinien für Eucharistiekatechese. Arbeitsprozess und Ergebnisse der „Projektgruppe Katechese“ im Bistum Trier (September 2005 – Juli 2007), in: TThZ 4 (2008) 322–338.
- Bibeldidaktik als Ermöglichungsdidaktik, in: Michael Bachmann / Johannes Woyke (Hrsg.): Erstaunlich lebendig und bestürzend verständlich? Studien und Impulse zur Bibeldidaktik, Neukirchen 2009, 319–332.
- Konstruieren oder deuten?, in: forum 3/10 (2010) 4–5.
- Abwechslungsreich, tolerant und offen, in: forum 4/10 (2010) 4–6.
- Heilig-Rock-Wallfahrt – ästhetische Erfahrung und performatives Ereignis, in: Dannecker, Klaus Peter (Hrsg.): Das Gewand Christi – Mit Gott als Mensch unterwegs. Theologische Überlegungen zur heilig-Rock-Wallfahrt 2012, Trier 2011 101-118.
- Das Gewand Jesu. Eine Chance auf dem Weg ökumenischen Lernens, in: Thull, Philipp / Scheidgen, Hermann-Josef (Hrsg.): Lasst euch versöhnen mit Gott. Der Heilige Rock als Zeichen der ungeteilten Christenheit, Nordhausen 2012, 97-114.
- Kompetenzorientiert Theologie studieren, in: TTZ (1/2012) 62–71.
- Religionsunterricht ohne Bibel? Elemente einer Didaktik der Textbegegnung, in: Altmeyer, Stefan/Bitter, Gottfried/Theis, Johachim: Religiöse Bildung – Optionen, Diskurse, Ziele, Stuttgart 2013, 241-254.
- Was hältst du von der Bibel? Empirische Befunde und rezeptionsästhetische Überlegungen, in: Rendle, Ludwig (Hg.): Zur bildenden Kraft der Bibel. Argumente – Zugänge – Rezeptionen, München 2013, 12-37.
- Viel mehr als Wissensvermittlung in: Paulinus Nr. 14 (6. April 2014), 5.
- Jugendliche und ihre Lebenswelten. Empirische Einblicke in die Jugendroschung und ihre Folgen für den schulischen Religionsunterricht, in: TThZ 123 (3/2014) 205-221.
- mit Rainer Möller, Art. Lehrplan in: Mirjam Zimmermann/Heike Lindner (Hg.): WiReLex (erstellt: Jan. 2015).
- Der Prophet Jeremia – für heute?!, in: KatBl 140 (2015) 248-254.
- Die Hattie-Studie und ihre Bedeutung für den Religionsunterricht, in: RpB 73 (2015) 91-101.
- Rezeption, in: Burkard Porzelt / Alexander Schimmel (Hg.). Strukturbegriffe der Religionspädagogik, Bad Heilbrunn 2015, 87-97.
- „... zerriss seinen Mantel entzwei, um den Mann zu wärmen ...“, in: RpB 75 (2016) 52-61.
- Katechese als Weggemeinschaft, in: Stefan Altmeyer/Gottfried Bitter/Reinhold Boschki: Christliche Katechese unter den Bedingungen der „flüchtigen Moderne“, Stuttgart 2016, 257-267.
- Einstellungen zur Bibel von Jugendlichen, in: Mirjam Zimmermann/Heike Linder (Hg.): WiReLex (erstellt: 2017)
- Einblicke in die aktuelle Jugendforschung, in: TThZ 126 (3/2017), 226-244.
- Friedensgeschichten in Alltagswunder, in: Volker Garske/Thomas Nauerth/Anja Niermann (Hg.), Vom Können erzählen,. Ein Lesebuch zum Frieden, Münster 2017, 201-203.
- Zum Bildungspotenzial biblischer Texte, in: ÖRF 25 (2017), 2, 8-17 (Online).
- Ermöglichungsdidaktik, bibeldidaktischer Ansatz, in: Mirjam Zimmermann/Heike Linder (Hg.), WiReLex (erstellt: 2018) doi:10.23768/wirelex.Ermglichungsdidaktik_bibeldidaktischer_Ansatz.200296.
- Digital Natives: wer sie sind und was sie brauchen, in: KBl 143 (3/2018), 165-168.
- Gen y hat andere Sorgen, als sich um ihre Kirche zu kümmern, in: Praxis Katechese (2018) 3-9.
- Digital Natives und die Bibel – eine unmögliche Verbindung?, in: BiKi 74 (1/2019) 2-10.
- Viel mehr als Wissensvermittlung, Erklärung über die christliche Erziehung ‚Gravissimum educationis‘, in: Johannes Brantl, Margarete Eirich, Walter Euler (Hg.), Das Zweite Vatikanische Konzil. Beschlüsse-Ideen-Personen, Trier 2016, 126-132.
- Das Bildungspotential der Religionen für Erwachsene erschließen. Plädoyer für die Notwendigkeit einer religiösen Erwachsenenbildung, in: Elzbieta Adamiak / Bettina Reichmann / Judith Distelrath (Hg.), Glaubenswege. Aufgeklärt – kritisch – zeitgemäß. Festschrift für Wolfgang Pauly, Darmstadt 2020, 327-341.
- Mittendrin oder nur dabei? Inklusion als Herausforderung für die Katechese, in: Joachim Theis / Florian Kunz / Nina Jungblut, Praktisch, theologisch, vernetzt. Synodale Wege – eine Herausforderung, Trier 2020, 178-190.
- mit Lukas Ricken, Händewaschen statt Posaunen - Apokalypse(n) 2020/2021, in: KBl 146 (2021), 165-167.
- Wie der Prophet Johannes religiöse Bildung auch heute inspiriert, in: KBl 146 (2021), 185-189.
- Offenbarung des Johannes, bibeldidaktisch, in: WiReLex 2023 (https://www.bibelwissenschaft.de/stichwort/201097)
- mit Franziska Mellentin, Oliver Reis, Markus Tomberg und Michael Wedding, Wie sich als Verband zum Religionsunterricht positionieren?, in: Kat. Blätter 148 (2023) 148-155.
- Hat der konfessionelle Religionsunterricht noch Zukunft?, in: TThZ (3/2023) 223-240.

### Rezensionen
- Rudi Ott, Dialogische Bibeldidaktik, Korrelative Auslegung der Korintherbriefe in der Kolleg-/Studienstufe, Frankfurt 1990, in: TThZ 100 (4/1991) 317–319.
- Willy Klawe/Jörg Matzen (Hrsg.), Lernen gegen Ausländerfeindlichkeit. Pädagogische Ansätze zur Auseinandersetzung mit Orientierungsverlust, Vorurteilen und Rassismus, Weinheim/München 1993, in: Kat. Blätter 118 (8-9/1993) 657–658.
- Bernhard Dressler/Friedrich Johannsen/Rudolf Tammeus (Hrsg.), Hermeneutik – Symbol – Bildung. Perspektiven der Religionspädagogik seit 1945, Neukirchen-Vluyn 1999, in: Kat. Blätter 126 (2001) 76–77.
- Matthias Günther, Interesse am Mitmenschen. Lebensstilorientierte Bibelerschließung im biblischen Unterricht, Frankfurt (Peter Lang) 2001, in RPB 50 (2003) 151.
- Gerhard Büttner / Martin Schneider (Hrsg.), Man hat immer ein Stück Gott in sich. Mit Kindern biblische Geschichten deuten, 2 Bände, Teil 1: Altes Testament, Stuttgart (Calwer) 2004 [207 S.; ISBN 3-7668-3879-2]; Teil 2: Neues Testament, Stuttgart (Calwer) 2006, in RPB 57(2006) 139-140.

### Beiträge auf CD
- Lernen in Beziehung, in: Bischöfliches Generalvikariat Trier (Hrsg.), CD-Rom: Praxis – Theorie für Seelsorgerinnen und Seelsorger, Trier 2002.
- Zum Verhältnis von Jugend und Ökumene – oder: Warum es ein solches gar nicht gibt. In: Zentralkomitee der deutschen Katholiken (Hrsg.), Gerechtigkeit vor Gottes Angesicht. 96. Deutscher Katholikentag Saarbrücken 24.–28. Mai 2006, Kevelaer 2007, Dokument: 3154